# Strong Women's Championship

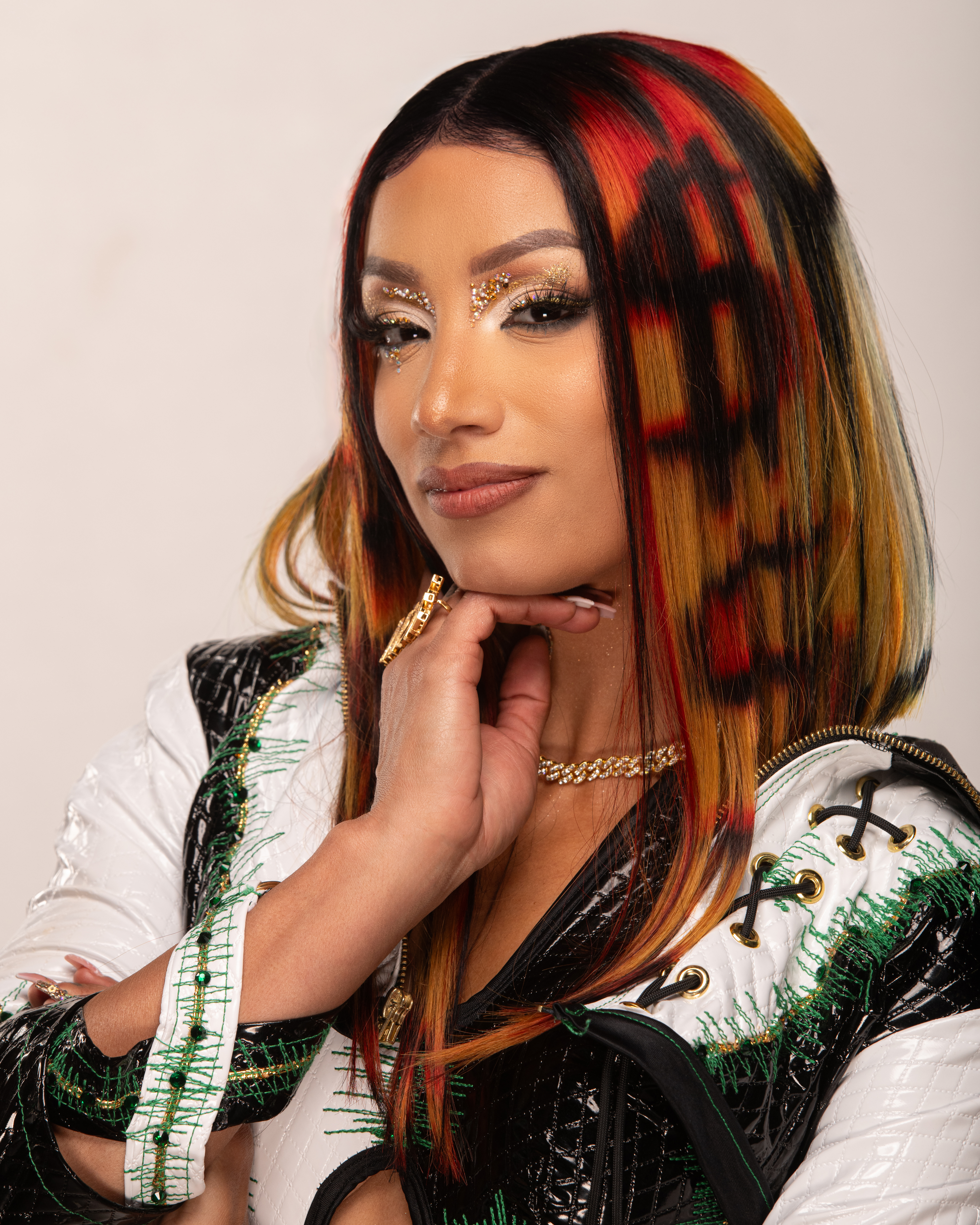
L'attuale campionessa Mercedes Moné

Lo Strong Women's Championship è un titolo mondiale di wrestling di proprietà della New Japan Pro-Wrestling, ed è detenuto da Mercedes Moné dal 30 giugno 2024.

## Storia
Il 28 aprile 2023, la New Japan Pro-Wrestling annunciò un torneo a quattro donne per l'evento Resurgence per incoronare la prima campionessa. Le partecipanti erano Willow Nightingale, Mercedes Moné, Momo Kohgo e Stephanie Vaquer All'evento, Nightingale riuscì a battere Kohgo in semifinale e Moné in finale (che aveva battuto Vaquer in semifinale) e si laureò campionessa.

## Torneo per l'assegnazione
|  |                                        |                                        |                                        |                    |               |                                    |                                    |                                    |
|  | Semifinale Resurgence (21 maggio 2023) | Semifinale Resurgence (21 maggio 2023) | Semifinale Resurgence (21 maggio 2023) |                    |               | Finale Resurgence (21 maggio 2023) | Finale Resurgence (21 maggio 2023) | Finale Resurgence (21 maggio 2023) |
|  | Semifinale Resurgence (21 maggio 2023) | Semifinale Resurgence (21 maggio 2023) | Semifinale Resurgence (21 maggio 2023) |                    |               | Finale Resurgence (21 maggio 2023) | Finale Resurgence (21 maggio 2023) | Finale Resurgence (21 maggio 2023) |
|  |                                        |                                        |                                        |                    |               |                                    |                                    |                                    |
|  |                                        |                                        |                                        |                    |               |                                    |                                    |                                    |
|  | Mercedes Moné                          | Mercedes Moné                          | Pin                                    |                    |               |                                    |                                    |                                    |
|  | Mercedes Moné                          | Mercedes Moné                          | Pin                                    |                    |               |                                    |                                    |                                    |
|  | Stephanie Vaquer                       | Stephanie Vaquer                       | 11:55                                  |                    |               |                                    |                                    |                                    |
|  | Stephanie Vaquer                       | Stephanie Vaquer                       | 11:55                                  |                    |               |                                    |                                    |                                    |
|  |                                        |                                        |                                        | Mercedes Moné      | Mercedes Moné | Pin                                |                                    |                                    |
|  |                                        |                                        |                                        | Mercedes Moné      | Mercedes Moné | Pin                                |                                    |                                    |
|  |                                        |                                        | Willow Nightingale                     | Willow Nightingale | 9:34          |                                    |                                    |                                    |
|  |                                        |                                        |                                        | Willow Nightingale | 9:34          |                                    |                                    |                                    |
|  | Momo Kohgo                             | Momo Kohgo                             | Pin                                    |                    |               |                                    |                                    |                                    |
|  | Momo Kohgo                             | Momo Kohgo                             | Pin                                    |                    |               |                                    |                                    |                                    |
|  | Willow Nightingale                     | Willow Nightingale                     | 9:37                                   |                    |               |                                    |                                    |                                    |
|  | Willow Nightingale                     | Willow Nightingale                     | 9:37                                   |                    |               |                                    |                                    |                                    |

## Albo d'oro
| # | Campione           | Regno | Data           | Giorni | Località               | Evento                   | Note                                                                                    | Fonti |
| - | ------------------ | ----- | -------------- | ------ | ---------------------- | ------------------------ | --------------------------------------------------------------------------------------- | ----- |
| 1 | Willow Nightingale | 1     | 21 maggio 2023 | 45     | Long Beach, California | Resurgence               | Nightingale vinse un torneo per l'assegnazione del titolo.                              | [ 4 ] |
| 2 | Giulia             | 1     | 5 luglio 2023  | 249    | Tokyo                  | Independence Day         |                                                                                         | [ 5 ] |
| 3 | Stephanie Vaquer   | 1     | 10 marzo 2024  | 112    | Tokyo                  | Cinderella Tournament    |                                                                                         | [ 6 ] |
| 4 | Mercedes Moné      | 1     | 30 giugno 2024 | 342+   | Elmont, New York       | AEW×NJPW: Forbidden Door | Il match era un Winner Takes All match, dove in palio vi era anche il TBS Championship. |       |